# سیجون سوزوکی
سیجون سوزوکی (به ژاپنی: 鈴木 清順، Seijun Suzuki) (زادهٔ ۲۴ مهٔ ۱۹۲۳-درگذشته ۱۳ فوریه ۲۰۱۷) کارگردان، هنرپیشه و نویسنده اهل ژاپن بود.

## فیلم‌شناسی
- پیروزی از آن من است (۱۹۵۶)
- زن برهنه و تفنگ (۱۹۵۷)
- دروازه بدن (فیلم) (۱۹۶۴)
- داستان یک فاحشه (۱۹۶۵)
- برند برای کشتن (۱۹۶۷)
- تسیگوینروایزن (۱۹۸۰)
- تب سرد (۱۹۹۵)
- شاهزاده راکون (۲۰۰۵)